# Moktar Ould Daddah
Moktar Ould Daddah, né le 25 décembre 1924 à Boutilimit (sud-ouest de la Mauritanie) et mort le 15 octobre 2003 à Paris 5e, est un homme politique mauritanien. Il est le premier président de la république islamique de Mauritanie.

## Biographie
Moktar Ould Daddah est issu d'une famille de la tribu maraboutique maure des Ouled Birri (en) et d'un milieu traditionnellement allié à la France depuis que le chef spirituel de Boutilimit, Cheikh Sidiya Baba Ould Cheikh Sidiyya, a émis une fatwa autorisant la mission de « pacification » de la Mauritanie en 1901 par Xavier Coppolani. Avocat au barreau de Dakar et conseiller territorial de l'Adrar sous administration coloniale française en 1957, Ould Daddah devient vice-président du Conseil de gouvernement la même année.
Président du Conseil l'année suivante, l'autonomie adoptée par référendum en novembre 1960 fait de lui le Premier ministre de la république islamique de Mauritanie, avec la bénédiction et le soutien de la France. Ould Daddah est ensuite élu président de la République par l'Assemblée en 1961. Il instaure un parti unique et se fait réélire en 1966, 1971 et 1976, jusqu'au coup d'État militaire qui le renverse le 10 juillet 1978. 
En politique intérieure, Moktar Ould Daddah prend une série de décisions qui ont marqué sa mandature : sortie de la zone franc et création d'une monnaie nationale (l'ouguiya, en 1973), dénonciation des accords de coopération économique et culturelle avec la France (1973, treize ans après l'indépendance du pays), nationalisation de la société minière MIFERMA (le 28 novembre 1974, jour anniversaire de l'indépendance du pays), entrée en guerre contre le Front Polisario (1976). Ce conflit, dans lequel Moktar Ould Daddah s'est rangé aux côtés du Maroc de Hassan II, ruine le pays et est la principale cause de son renversement, en juillet 1978, par les militaires dirigés par le colonel Moustapha Ould Mohamed Saleck. Emprisonné durant un peu plus d'un an, Daddah est libéré grâce aux pressions françaises. Après un bref passage en Tunisie, le président déchu rejoint la France, d'où est originaire son épouse Marie-Thérèse Gadroy, dite Mariem. 
En 1980, il devient le chef du parti d'opposition Alliance pour une Mauritanie démocratique (AMD), mais s'exprime peu sur la situation de son pays et sur ses années de pouvoir. Il retourne dans son pays en juillet 2001. Il meurt à Paris, le 14 octobre 2003.
Sa veuve, Mariem Daddah qu'on appelait encore affectueusement « Madame la présidente », décède le 12 février 2023 à Nouakchott.

## Distinctions
- Grand-croix de l'ordre national du Dahomey (1963)[4].
- Grand-croix de l'ordre du Modo (1975)[5].

## Ouvrage
- La Mauritanie contre vents et marées, éditions Karthala, 2003 (ISBN 2-84586-437-X) (Mémoires de l'ancien président, publiés à titre posthume).